# Rožar
Rožar – wieś w Słowenii, w gminie miejskiej Koper. 1 stycznia 2018 liczyła 25 mieszkańców.